# Magnavox

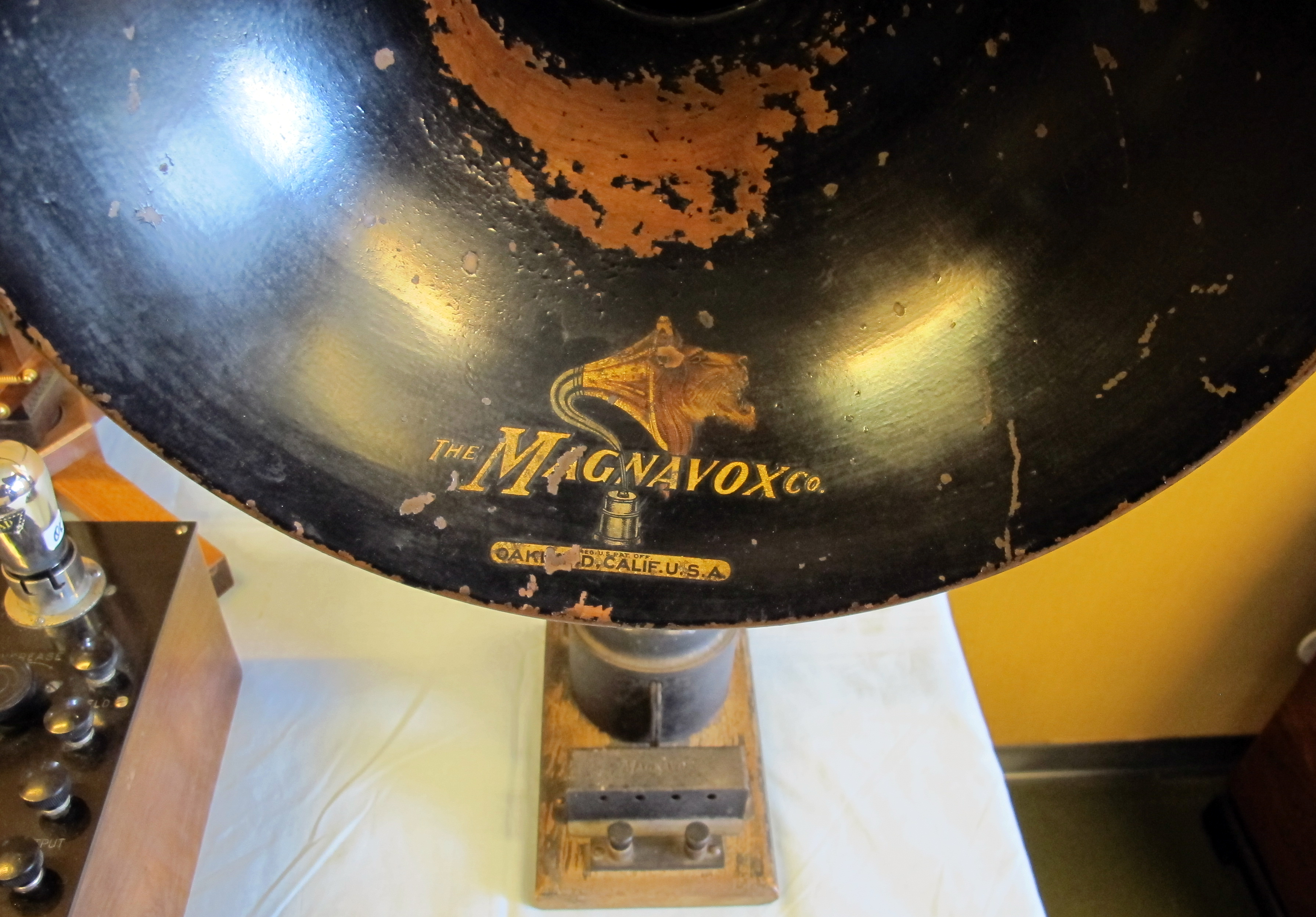
Marchio Magnavox su un amplificatore di una radio d'epoca

Magnavox è stata una azienda statunitense di elettronica. Attualmente è un marchio di proprietà della Philips.
La Magnavox Company fu fondata nel 1917 a Fort Wayne, nell'Indiana, dai fratelli Edwin e Peter Jensen, per commercializzare la loro invenzione: l'altoparlante, creato nel 1915 e battezzato col nome che poi avrebbe assunto la società. Nel 1919 la sede fu trasferita a San Francisco.
Magnavox divenne  rapidamente una grande società di elettronica di consumo e per l'industria militare.
Con l'introduzione dell'Odyssey nel 1972, Magnavox diede inizio al mercato dei videogiochi.
Philips acquistò la divisione consumer della società nel 1974.
Nel 1978 Philips decise di entrare nel settore alto di alta fedeltà facendo progettare e costruire col marchio Philips la Laboratory Series presso gli stabilimenti di Fort Wayne.
Un preamplificatore, un finale di potenza e un sintonizzatore, che sarebbero diventati il top della casa di ogni tempo.
Alla fine degli anni novanta alcuni prodotti della Philips furono commercializzati negli Stati Uniti d'America col marchio Philips Magnavox, con l'intento di accrescere la conoscenza del marchio Philips negli USA. La cosa funzionò, ma creò una tale confusione che Philips fu costretta a ridividere nuovamente i marchi.
Il gruppo che si occupava di elettronica per usi militari rimase indipendente sotto il nome Magnavox Electronic Systems finché non fu acquisito da GM Hughes Electronics nel 1995.
Il nome Magnavox è ancora usato, ma da Funai su licenza Philips, per commercializzare negli Stati Uniti prodotti consumer di prezzo basso.